# Associação Bauru Basketball Team
La Associação Bauru Basketball Team, o simplemente Bauru Basket o Bauru Basquete, es un equipo de baloncesto profesional de Bauru, Brasil. Disputa la máxima división en el país de dicho deporte, el Novo Basquete Brasil desde su creación en el 2008. Previamente disputó la Liga Brasileña de Baloncesto en seis oportunidades entre 1999 y 2003 y también 2006, donde obtuvo su mayor logro deportivo al consagrarse campeón de la edición del 2002, bajo el nombre de Tilibra/Copimax/Bauru; por razones de patrocinio.
Bauru fue campeón de la Liga Sudamericana de Clubes al obtener la edición del 2014 y del 2022. Además de dicho certamen, también obtuvo la Liga de las Américas del 2015 al vencer en la final a Pioneros de Quintana Roo en Rio de Janeiro.
Tuvo su mejor actuación en el Novo Basquete durante la temporada 2016/17, cuando fue coronado campeón del certamen.
A nivel regional disputa el Campeonato Paulista de Basquete, donde logró las ediciones de 1999, 2013 y 2014.

## Pabellón
El pabellón donde auspicia de local es el Ginásio Panela de Pressão, con capacidad para 2000 personas, fue sede de la Liga de las Américas 2012 y de la Liga Sudamericana de Clubes 2013 y 2014, en esta última, sede de la primera y de la última fase.

## Jugadores
Jugadores famosos que han pasado por la institución.
- Leandro Barbosa
- Vanderlei
- Maury
- Marcus Vinicius
- Rafael Babby
- Murilo Becker
- Rafael Hettsheimeir
- Alex Garcia

## Palmarés
- Torneos internacionales
  - Liga de las Américas (1): 2015
  - Liga Sudamericana de Clubes (2): 2014 y 2022

- Torneos nacionales
  - Campeonato Brasileño de Baloncesto (2): 2002 y 2016-17

- Torneos regionales
  - Campeonato Paulista (3): 1999, 2013 y 2014

- Otros torneos
  - Troféu Cláudio Mortari (2): 2015 y 2016
  - Torneo Interligas (1): 2019

## Partidos contra equipos NBA
| 7 de octubre de 2015 | New York Knicks | 100–81  | Bauru |                                                          |  |
|                      |                 |         |       |                                                          |  |
|                      |                 | Reporte |       | Pabellón: Madison Square Garden, New York City, New York |  |

| 11 de octubre de 2015 | Washington Wizards | 134–100 | Bauru |                                            |  |
|                       |                    |         |       |                                            |  |
|                       |                    | Reporte |       | Pabellón: Verizon Center, Washington D. C. |  |